# Epicrionops niger
Epicrionops niger là một loài không chân ở Rhinatrematidae.
Loài này có ở Guyana, Venezuela, và có thể Brasil.
Các môi trường sống tự nhiên của chúng là các khu rừng ẩm ướt đất thấp nhiệt đới hoặc cận nhiệt đới, các khu rừng vùng núi ẩm nhiệt đới hoặc cận nhiệt đới, sông, và sông có nước theo mùa.